# Nazionale maschile di pallacanestro della Repubblica Centrafricana
La nazionale di pallacanestro della Repubblica Centrafricana è la rappresentativa cestistica della Repubblica Centrafricana ed è posta sotto l'egida della Fédération Centrafricaine de Basketball.

## Piazzamenti

### Olimpiadi
- 1988 - 10°

### Campionati del mondo
- 1974 - 14°

### Campionati africani
- 1968 -  3°
- 1970 - 4°
- 1972 - 4°
- 1974 -  1°
- 1983 - 7°

- 1985 - 5°
- 1987 -  1°
- 1989 - 7°
- 1992 - 6°
- 1997 - 5°

- 2001 - 9°
- 2003 - 4°
- 2005 - 5°
- 2007 - 7°
- 2009 - 6°

- 2011 - 6°
- 2013 - 13°
- 2015 - 14°
- 2017 - 11°
- 2021 - 14°

## Formazioni

### Olimpiadi
Pallacanestro ai Giochi della XXIV Olimpiade - Torneo maschile4 Oumarou, 5 A. Goporo, 6 Ouagon, 7 Kongaouin, 8 Pehoua-Pelema, 9 M'Bongo, 10 F. Goporo, 11 Kotta, 12 Gombe, 13 Lavodrama, 14 Bella, 15 Naoueyama,        All. Marcel Bimale

### Campionati del mondo
Campionato mondiale maschile di pallacanestro 19744 Malimaka, 5 Ngounio, 6 Limbio, 7 Gambor, 8 A. Sangha, 9 B. Sangha, 10 Ngoko, 11 Séréfio, 12 Bimale, 13 Larma, 14 Adam, 15 Bengué,        All. Laverne Grussing

### Campionati africani
Campionato africano maschile di pallacanestro 19744 Ganabrondji, 5 Ngounio, 6 Pokomandji, 7 Gambor, 8 Wilibozoumna, 9 Sangha, 10 Ngoko, 11 Séréfio, 12 Bimale, 13 Koumbélé, 14 Bengué, 15 Adam,        All. Laverne Grussing
Campionato africano maschile di pallacanestro 1983M. Debat, Gombe, F. Goporo, Kongaouin, Kotta, Lavodrama, Madozein, Naoueyama, Ouagon, M. Ouambo, Oumarou, Zianthe, All. -
Campionato africano maschile di pallacanestro 1987Bella, Gombe, A. Goporo, F. Goporo, Kongaouin, Kotta, Lavodrama, M'Bongo, Naoueyama, Ouagon, Pehoua-Pelema, Oumarou, All. Marcel Bimale
Campionato africano maschile di pallacanestro 19894 Oumarou, 5 A. Goporo, 6 Latibou, 7 Kongaouin, 8 Pehoua-Pelema, 9 M'Bongo, 10 F. Goporo, 11 Laguerre, 12 N'Guilibe, 13 Lavodrama, 14 Bella, 15 Naoueyama,        All. -
Campionato africano maschile di pallacanestro 19924 Mamadou-Debat, 5 A. Goporo, 6 Malibangar, 7 Kongaouin, 8 Pehoua-Pelema, 9 M'Bongo, 10 F. Goporo, 11 Laguerre, 12 M'Bango, 13 Lavodrama, 14 Bella, 15 Latibou,        All. -
Campionato africano maschile di pallacanestro 19974 Moundy, 5 Hassan, 6 Beyina, 7 Kossekpa, 8 Sato, 9 M'Bongo, 11 Malibangar, 12 Bengue, 13 Gomba, 14 Bella, 15 Siris,        All. -
Campionato africano maschile di pallacanestro 20014 Benguelet, 5 Koundjia, 6 Gotagny, 7 Sami, 8 Mombollet, 9 Moundy, 10 Kahgaba, 11 Kossepka, 12 Kodjo-Sitchi, 13 Mageot, 14 Larma, 15 Sato,        All. Jeu Robert Madozein
Campionato africano maschile di pallacanestro 2003Bengué, Beyina, Bomayako, Gotagni, Koundjia, Mageot, Mombollet, Moundy, Ngongba, Sato, Sokambi, Souléymane, All. Jean-Paul Rebatet
Campionato africano maschile di pallacanestro 20054 Kalambani, 5 Koundjia, 6 Beyina, 7 Gotagni, 8 Bomayako, 9 Kodjo-Sitchi, 10 F. Pehoua, 11 L. Pehoua, 12 Damachoua, 13 Songondo, 14 Mombollet, 15 Asrangue,        All. -
Campionato africano maschile di pallacanestro 20074 Mokoteemapa, 5 Koundjia, 6 Madozein, 7 Mbesse, 8 Bomayako, 9 Kodjo-Sitchi, 10 Pehoua, 11 Siris, 12 Vivies, 13 Febou Yadapa, 14 Mombollet, 15 Asrangue,        All. Michel Perrin
Campionato africano maschile di pallacanestro 20094 Mokoteemapa, 5 Koundjia, 6 Damachoua, 7 Pehoua, 8 Bomayako, 9 Kossangue, 10 Sato, 11 Zachée, 12 Vivies, 13 Kouguere, 14 Mombollet, 15 Djimrabaye,        All. Eugène Pehoua-Pelema
Campionato africano maschile di pallacanestro 20114 Kouloumba-Foro, 5 Zachée, 6 Mokongo, 7 Kossangue, 8 Bomayako, 9 Kodjo-Sitchi, 10 Koundjia, 11 Pehoua, 12 Zianveni, 13 Kouguere, 14 Mays, 15 Djimrabaye,        All. Paco García
Campionato africano maschile di pallacanestro 20134 Ghouzy, 5 White, 6 Mokongo, 7 Kossangue, 8 Grebongo, 9 Yabanda, 10 Siris, 11 Mombollet, 12 Gotagni, 13 Kouguere, 14 Ngoko-Molombe, 15 Djimrabaye,        All. Frédéricque Goporo
Campionato africano maschile di pallacanestro 20154 Damachoua, 5 Madozein, 6 J. Pehoua, 7 Feidanga, 8 Grebongo, 9 Kongbo, 10 S. Pehoua, 11 Zachée, 12 Febou, 13 Kouguere, 14 Djada Mabada, 15 Djimrabaye,        All. Aubin Goporo
Campionato africano maschile di pallacanestro 20174 Samedi, 5 Nganafio, 6 Mokongo, 7 Kossangue, 8 Grebongo, 9 Koyamba, 10 Pehoua, 11 Ngoy, 12 Febou, 13 Kouguere, 14 Djada Mabada, 15 Djimrabaye,        All. Ulrich Marida
Campionato africano maschile di pallacanestro 20215 Hayes, 6 Mokongo, 7 Wegscheider, 8 Grebongo, 10 Sato, 11 Zachée, 12 Perriere, 13 Kouguere, 15 Djimrabaye, 16 Nganafio Sokambi, 27 Nambaï, 41 Ngoy,        All. Maxime Zianveni